# Воїнська сільська рада
Во́їнська сільська́ ра́да — адміністративно-територіальна одиниця та орган місцевого самоврядування у Красноперекопському районі Автономної Республіки Крим. Адміністративний центр — село Воїнка.

## Загальні відомості
- Населення ради: 5 431 особа (станом на 2001 рік)

## Населені пункти
Сільській раді були підпорядковані населені пункти:
- с. Воїнка
- с. Істочне

## Склад ради
Рада складалася з 30 депутатів та голови.
- Голова ради: Тунда Олександр Павлович
- Секретар ради: Буянова Олена Олександрівна

### Керівний склад попередніх скликань
| Прізвище, ім'я, по батькові | Основні відомості                                                         | Дата обрання | Дата звільнення |
| --------------------------- | ------------------------------------------------------------------------- | ------------ | --------------- |
| Халілов Рустем Халілович    | Сільський голова, 1948 року народження, безпартійний                      | 26.03.2006   | 01.05.2007      |
| Скачков Ігор Михайлович     | Сільський голова, 1969 року народження, безпартійний                      | 09.09.2007   | 31.10.2010      |
| Тунда Олександр Павлович    | Сільський голова, 1973 року народження, освіта вища, член Партії регіонів | 31.10.2010   |                 |

Примітка: таблиця складена за даними сайту Верховної Ради України

### Депутати
За результатами місцевих виборів 2010 року депутатами ради стали:

#### За суб'єктами висування
| Суб'єкт висування | Кількість обраних депутатів | %    |
| ----------------- | --------------------------- | ---- |
| Самовисування     | 15                          | 50   |
| Партія регіонів   | 14                          | 46,7 |
| Партія «Союз»     | 1                           | 3,3  |

#### За округами
| № округу        | Прізвище, ім'я, по батькові   | Дата визнання обраним | Освіта             | Партійна приналежність | Відомості про обраного депутата                                             |
| --------------- | ----------------------------- | --------------------- | ------------------ | ---------------------- | --------------------------------------------------------------------------- |
| Партія регіонів |                               |                       |                    |                        |                                                                             |
| 2               | Бельченко Лариса Степанівна   | 02.11.2010            | середня спеціальна | член Партії регіонів   | Воїнська загальноосвітня школа, медична сестра                              |
| 4               | Буянова Олена Олександрівна   | 02.11.2010            | вища               | позапартійна           | Воїнська сільська рада, секретар                                            |
| 6               | Максмова Галина Володимирівна | 02.11.2010            | вища               | позапартійна           | Воїнська сільська рада, спеціаліст                                          |
| 8               | Кольцова Людмила Миколаївна   | 02.11.2010            | вища               | позапартійна           | Воїнська загальноосвітня школа, вчитель                                     |
| 18              | Шевченко Григорій Іванович    | 02.11.2010            | вища               | член Партії регіонів   | Красноперекопська РЕМ, інженер технічного аудиту                            |
| 21              | Істомін Іван Миколайович      | 02.11.2010            | середня спеціальна | позапартійний          | ПП «Ісіда 2006», директор                                                   |
| 22              | Марченко Алла Олександрівна   | 02.11.2010            | вища               | позапартійна           | Воїнська загальноосвітня школа, вчитель                                     |
| 24              | Кисельов Володимир Іванович   | 02.11.2010            | середня            | позапартійний          | Красноперекопський МВ ГУ МВС, водій                                         |
| 25              | Вичисенко Ірина Вікторівна    | 02.11.2010            | вища               | позапартійна           | ПП «Ісіда 2006», головний бухгалтер                                         |
| 26              | Кубін Іван Васильович         | 02.11.2010            | вища               | позапартійний          | управління водного господарства, машиніст насосних станцій                  |
| 27              | Сокол Тетяна Миколаївна       | 02.11.2010            | середня            | позапартійна           | тимчасово не працює                                                         |
| 28              | Машталяр Олексій Анатолійович | 02.11.2010            | середня            | позапартійний          | фермерське господарство «Вікторія», робітник                                |
| 29              | Зіберов Олександр Васильович  | 02.11.2010            | середня            | позапартійний          | приватний підприємець                                                       |
| 30              | Шамрій Василь Миколайович     | 02.11.2010            | середня            | позапартійний          | селянське фермерське господарство «Олена», робітник                         |
| Партія «Союз»   |                               |                       |                    |                        |                                                                             |
| 1               | Дорош Оксана Петрівна         | 02.11.2010            | вища               | позапартійна           | Воїнська сільська рада, спеціаліст 1 категорії                              |
| Самовисування   |                               |                       |                    |                        |                                                                             |
| 3               | Фукала Рустем Музафарович     | 02.11.2010            | вища               | позапартійний          | тимчасово не працює                                                         |
| 5               | Ганієв Енвер Аметович         | 02.11.2010            | вища               | позапартійний          | приватний підприємець                                                       |
| 7               | Топчі Асан Ісмаілович         | 02.11.2010            | вища               | позапартійний          | Воїнська сільська рада, водій                                               |
| 9               | Касимова Ельміра Ремзіївна    | 02.11.2010            | вища               | позапартійна           | Воїнський будинок культури, директор                                        |
| 10              | Юсупова Ульвіє Меметівна      | 02.11.2010            | середня спеціальна | позапартійна           | тимчасово не працює                                                         |
| 11              | Гусейнов Рустем Хайдарлійович | 02.11.2010            | середня            | позапартійний          | приватний підприємець                                                       |
| 12              | Есатова Фіруза Рафіківна      | 02.11.2010            | середня спеціальна | позапартійна           | Воїнська полікліника, медична сестра                                        |
| 13              | Бойко Надія Олексіївна        | 02.11.2010            | вища               | позапартійна           | СООО «Штурм Перекопа», начальник юридичного відділу                         |
| 14              | Яковлева Раїса Миколаївна     | 02.11.2010            | середня            | позапартійна           | Воїнська загальноосвітня школа, заступник директора з господарської частини |
| 15              | Емірова Зарема Ільясівна      | 02.11.2010            | середня спеціальна | позапартійна           | Воїнська поліклініка, медична сестра                                        |
| 16              | Чернова Марія Анатоліївна     | 02.11.2010            | середня спеціальна | член Партії регіонів   | Воїнська дільнична лікарня, медична сестра                                  |
| 17              | Азізов Рустем Еміралієвич     | 02.11.2010            | середня спеціальна | позапартійний          | Красноперекопська ЦМЛ, фельдшер швидкої допомоги                            |
| 19              | Заінчковська Лілія Миколаївна | 02.11.2010            | середня спеціальна | позапартійна           | дитячий навчальний заклад «Колосок», кухар                                  |
| 20              | Воробйова Олена Павлівна      | 02.11.2010            | середня спеціальна | позапартійна           | Північно-Кримський комбінат хлібопродуктів, завідувачка лабораторії         |
| 23              | Вашкевич Олена Вікторівна     | 02.11.2010            | середня спеціальна | позапартійна           | дитячий навчальний заклад «Колосок», вихователь                             |